# Seznam ocenění a nominací Katy Perry
Zpěvačka Katy Perry získala mnoho různých ocenění a nominací. Je držitelkou 5 ocenění American Music Awards, 16 ASCAP Pop Music Awards, 5 ocenění Billboard Music Awards, pět MTV Video Music Awards, pět Teen Choice Awards, ocenění MTV, čtyř ocenění Guinnessovy knihy rekordů a tří NRJ Music Awards.

## American Music Awards
| Rok  | Kandidát/práce           | Ocenění                         | Výsledek  |
| ---- | ------------------------ | ------------------------------- | --------- |
| 2010 | Katy Perry               | Umělec roku                     | nominace  |
| 2010 | Katy Perry               | Oblíbený pop – rocková zpěvačka | nominace  |
| 2010 | Teenage Dream (album)    | Oblíbený pop – rockové album    | nominace  |
| 2011 | Katy Perry               | Oblíbený pop – rocková zpěvačka | nominace  |
| 2011 | Katy Perry               | Oblíbený dospělí moderní umělec | nominace  |
| 2011 | Katy Perry               | Umělec roku                     | nominace  |
| 2011 | Katy Perry               | Speciální úspěch ocenění        | vítězství |
| 2012 | Katy Perry               | Umělec roku                     | nominace  |
| 2012 | Katy Perry               | Oblíbený pop – rocková zpěvačka | vítězství |
| 2014 | Katy Perry               | Umělec roku                     | nominace  |
| 2014 | Katy Perry               | Oblíbený pop – rocková zpěvačka | vítězství |
| 2014 | Katy Perry               | Oblíbený dospělí moderní umělec | vítězství |
| 2014 | Prism                    | Oblíbený pop – rockové album    | nominace  |
| 2014 | Dark Horse (ft. Juicy J) | Píseň roku                      | vítězství |

## Billboard Awards

### Billboard Music Awards
| Rok  | Kandidát/práce                    | Ocenění                        | Výsledek  |
| ---- | --------------------------------- | ------------------------------ | --------- |
| 2011 | Katy Perry                        | Fanouškovský oblíbenec ocenění | nominace  |
| 2011 | Katy Perry                        | Top Hot 100 umělec             | vítězství |
| 2011 | Katy Perry                        | Top umělkyně                   | nominace  |
| 2011 | Katy Perry                        | Top Radio píseň umělec         | nominace  |
| 2011 | Katy Perry                        | Top Dance/Club umělec          | nominace  |
| 2011 | Katy Perry                        | Top digitální píseň umělec     | vítězství |
| 2011 | Katy Perry                        | Popový umělec roku             | nominace  |
| 2011 | California Gurls (ft. Snoop Dogg) | Hot 100 píseň roku             | nominace  |
| 2011 | California Gurls (ft. Snoop Dogg) | Top digitální píseň            | nominace  |
| 2011 | California Gurls (ft. Snoop Dogg) | Popová píseň roku              | nominace  |
| 2011 | Firework                          |                                | nominace  |
| 2011 | Teenage Dream (skladba)           |                                | nominace  |
| 2011 | Teenage Dream (album)             | Popové album roku              | nominace  |
| 2012 | Katy Perry                        | Billboard Spotlight Award      | vítězství |
| 2012 | Katy Perry                        | Umělec roku                    | nominace  |
| 2012 | Katy Perry                        | Hot 100 umělec roku            | nominace  |
| 2012 | Katy Perry                        | Top Radio píseň umělec         | nominace  |
| 2012 | Katy Perry                        | Top umělkyně                   | nominace  |
| 2012 | Katy Perry                        | Top digitální píseň umělce     | nominace  |
| 2012 | Katy Perry                        | Popový umělec                  | nominace  |
| 2012 | E.T.                              | Hot 100 píseň roku             | nominace  |
| 2012 | E.T.                              | Top digitální píseň            | nominace  |
| 2012 | E.T.                              | Popová píseň roku              | nominace  |
| 2013 | Katy Perry                        | Top sociální umělec            | nominace  |
| 2014 | Katy Perry                        | Umělec roku                    | nominace  |
| 2014 | Katy Perry                        | Top umělkyně                   | vítězství |
| 2014 | Katy Perry                        | Top Hot 100 umělec             | nominace  |
| 2014 | Katy Perry                        | Top digitální píseň umělec     | vítězství |
| 2014 | Katy Perry                        | Top Radio píseň umělce         | nominace  |
| 2014 | Katy Perry                        | Top streaming umělec           | nominace  |
| 2014 | Roar                              | Top Hot 100 píseň              | nominace  |
| 2014 | Roar                              | Top digitální píseň            | nominace  |
| 2014 | Roar                              | Top Radio píseň                | nominace  |
| 2014 | Roar                              | Top streaming píseň (video)    | nominace  |
| 2015 | Katy Perry                        | Top umělec                     | nominace  |
| 2015 | Katy Perry                        | Top umělkyně                   | nominace  |
| 2015 | Katy Perry                        | Top touring umělec             | nominace  |

### Billboard Latin Music Awards
| Rok  | Kandidát/práce | Ocenění               | Výsledek |
| ---- | -------------- | --------------------- | -------- |
| 2012 | Katy Perry     | Crossover umělec roku | nominace |

### Billboard Touring Awards
| Rok  | Kandidát/práce       | Ocenění                                  | Výsledek  |
| ---- | -------------------- | ---------------------------------------- | --------- |
| 2011 | Katy Perry           | Průlomové umění                          | nominace  |
| 2014 | Prismatic World Tour | Top balíček                              | vítězství |
| 2014 | Prismatic World Tour | Koncertní marketing & propagační ocenění | nominace  |

### Billboard Woman in Music
| Rok  | Kandidát/práce | Ocenění   | Výsledek  |
| ---- | -------------- | --------- | --------- |
| 2012 | Katy Perry     | Žena roku | vítězství |

## Brit Awards
| Rok  | Kandidát/práce | Ocenění                   | Výsledek  |
| ---- | -------------- | ------------------------- | --------- |
| 2009 | Katy Perry     | Mezinárodní sólo umělkyně | vítězství |
| 2011 | Katy Perry     | Mezinárodní sólo umělkyně | nominace  |
| 2011 | Teenage Dream  | Mezinárodní album roku    | nominace  |
| 2014 | Katy Perry     | Mezinárodní sólo umělkyně | nominace  |

## Grammy Awards
Zpěvačka měla dohromady 13 nominací a žádnou neproměnila ve výhru.
| Rok  | Kandidát/práce                    | Ocanění                    | Výsledek |
| ---- | --------------------------------- | -------------------------- | -------- |
| 2009 | I Kissed a Girl                   | Nejlepší ženský pop        | nominace |
| 2010 | Hot N Cold                        | Nejlepší ženský pop        | nominace |
| 2011 | Teenage Dream (skladba)           | Nejlepší ženský pop        | nominace |
| 2011 | Teenage Dream (album)             | Album roku                 | nominace |
| 2011 | Teenage Dream (album)             | Nejlepší popové album      | nominace |
| 2011 | California Gurls (ft. Snoop Dogg) | Nejlepší popová spolupráce | nominace |
| 2012 | Firework                          | Nahrávka roku              | nominace |
| 2012 | Firework                          | Nejlepší popové sólo       | nominace |
| 2013 | Wide Awake                        | Nejlepší popové sólo       | nominace |
| 2014 | Roar                              | Nejlepší popové sólo       | nominace |
| 2014 | Roar                              | Píseň roku                 | nominace |
| 2015 | Dark Horse                        | Nejlepší popové duo        | nominace |
| 2015 | Prism                             | Nejlepší popové album      | nominace |

## Guinnesss WorldRecords
| Rok  | Kandidát/práce                | Ocenění                                                                        | Výsledek  |
| ---- | ----------------------------- | ------------------------------------------------------------------------------ | --------- |
| 2010 | Katy Perry                    | Nejlepší start v USA na žebříčku umělkyní                                      | vítězství |
| 2013 | Katy Perry                    | První umělkyně, které se podařilo, aby se z 5 písní z jediného alba staly hity | vítězství |
| 2015 | Katy Perry                    | Nejvíc sledujících na Twitteru                                                 | vítězství |
| 2016 | Super Bowl XLIX halftime show | Nejsledovanější poločasové vystoupení                                          | vítězství |

## iHeartRadio Music Awards
| Rok  | Kandidát/práce                        | Ocenění                        | Výsledek  |
| ---- | ------------------------------------- | ------------------------------ | --------- |
| 2015 | Dark Horse (ft. Juicy J)              | Nejlepší spolupráce            | vítězství |
| 2016 | Katy Perry a levý žralok (Super Bowl) | Nejzájímavější moment          | vítězství |
| 2017 | KatyCats(fanoušci)                    | Nejlepší fanouškovská základna | vítězství |

## MTV Awards

### Los Premios MTV Latinoamérica
| Rok  | Kandidát/práce  | Ocenění                            | Výsledek  |
| ---- | --------------- | ---------------------------------- | --------- |
| 2008 | I Kissed A Girl | Píseň roku                         | nominace  |
| 2008 | Katy Perry      | Nejlepší nový umělec – mezinárodní | nominace  |
| 2008 | Katy Perry      | Móda – Žena                        | nominace  |
| 2009 | Katy Perry      | Móda – Žena                        | nominace  |
| 2009 | Hot n Cold      | Nejlepší vyzváněcí tón             | vítězství |

### MTV Australia Awards
| Rok  | Kandidát/práce | Ocenění         | Výsledek     |
| ---- | -------------- | --------------- | ------------ |
| 2009 | Katy Perry     | Nejlepší průlom | Breakthrough |

### MTV Europe Music Awards
| Rok  | Kandidát/práce                    | Ocenění                        | Výsledek  |
| ---- | --------------------------------- | ------------------------------ | --------- |
| 2008 | I Kissed A Girl                   | Nejvíce návyková píseň         | nominace  |
| 2008 | Katy Perry                        | Nejlepší nové umění            | vítězství |
| 2009 | Katy Perry                        | Nejlepší žena                  | nominace  |
| 2009 | Waking Up In Vegas                | Nejlepší Video                 | nominace  |
| 2010 | Katy Perry                        | Nejlepší žena                  | nominace  |
| 2010 | Katy Perry                        | Nejlepší pop                   | nominace  |
| 2010 | Katy Perry                        | Nejlepší world stage           | nominace  |
| 2010 | California Gurls (ft. Snoop Dogg) | Nejlepší video                 | vítězství |
| 2010 | California Gurls (ft. Snoop Dogg) | Nejlepší píseň                 | nominace  |
| 2011 | Katy Perry                        | Nejlepší žena                  | nominace  |
| 2011 | Katy Perry                        | Nejlepší pop                   | nominace  |
| 2011 | Katy Perry                        | Nejlepší živé umění            | vítězství |
| 2011 | Katy Perry                        | Nejlepší umění Severní Ameriky | nominace  |
| 2011 | Firework                          | Nejlepší píseň                 | nominace  |
| 2012 | Katy Perry                        | Nejlepší žena                  | nominace  |
| 2012 | Katy Perry                        | Nejlepší pop                   | nominace  |
| 2012 | Katy Perry                        | Nejvíce fanoušků               | nominace  |
| 2012 | Wide Awake                        | Nejlepší video                 | nominace  |
| 2013 | Katy Perry                        | Nejlepší žena                  | vítězství |
| 2013 | Katy Perry                        | Nejlepší pop                   | nominace  |
| 2014 | Katy Perry                        | Nejlepší žena                  | nominace  |
| 2014 | Katy Perry                        | Nejlepší pop                   | nominace  |
| 2014 | Katy Perry                        | Nejlepší vzhled                | vítězství |
| 2014 | Katy Perry                        | Nejlepší živé vystoupení       | nominace  |
| 2014 | Katy Perry                        | Nejlepší USA živé vystoupení   | nominace  |
| 2014 | Dark Horse                        | Nejlepší píseň                 | nominace  |
| 2014 | Dark Horse                        | Nejlepší video                 | vítězství |
| 2015 | Katy Perry                        | Nejlepší živé umění            | nominace  |
| 2015 | Katy Perry                        | Nejvíce fanoušků               | nominace  |

## MuchMusic Video Awards
| Rok  | Kandidát/práce                    | Ocenění                                  | Výsledek  |
| ---- | --------------------------------- | ---------------------------------------- | --------- |
| 2009 | I Kissed a Girl                   | UR Fave: Mezinárodní umělec              | nominace  |
| 2009 | Hot n Cold                        | Mezinárodní video roku – Umělec          | nominace  |
| 2010 | Waking Up In Vegas                | Mezinárodní video roku – Umělec          | nominace  |
| 2011 | E.T. (ft. Kanye West)             | Mezinárodní video roku – Umělec          | nominace  |
| 2011 | California Gurls (ft. Snoop Dogg) | Nejvíce pouštěné video                   | nominace  |
| 2011 | Teenage Dream (píseň)             | Nejvíce pouštěné video                   | nominace  |
| 2012 | Last Friday Night (T.G.I.F)       | Mezinárodní video roku – Umělec          | vítězství |
| 2012 | Katy Perry                        | UR Fave: Mezinárodní umělec nebo skupina | vítězství |
| 2014 | Katy Perry                        | UR Fave: Mezinárodní umělec nebo skupina | nominace  |
| 2014 | Dark Horse (ft. Juicy J)          | Mezinárodní video roku – Umělec          | nominace  |

## Myx Music Awards
| Rok  | Kandidát/práce           | Ocenění                    | Výsledek  |
| ---- | ------------------------ | -------------------------- | --------- |
| 2012 | Firework                 | Oblíbené mezinárodní video | vítězství |
| 2013 | Part of Me               | Oblíbené mezinárodní video | nominace  |
| 2014 | Roar                     | Oblíbené mezinárodní video | vítězství |
| 2015 | Dark Horse (ft. Juicy J) | Oblíbené mezinárodní video | nominace  |

## Nickelodeon Kids Choice Awards
| Rok  | Kandidát/práce                                                              | Ocenění                           | Výsledek  |
| ---- | --------------------------------------------------------------------------- | --------------------------------- | --------- |
| 2009 | I Kissed a Girl                                                             | Oblíbená píseň                    | nominace  |
| 2011 | Katy Perry                                                                  | Oblíbená zpěvačka                 | vítězství |
| 2011 | California Gurls (ft. Snoop Dogg)                                           | Oblíbená píseň                    | nominace  |
| 2012 | style="background:#fdd;vertical-align:middle;text-align:center;" \|nominace | Oblíbená píseň                    |           |
| 2012 | Šmoulové (film)                                                             | Oblíbený hlas z animovaného filmu | vítězství |
| 2012 | Katy Perry                                                                  | Oblíbená zpěvačka                 | nominace  |
| 2013 | Katy Perry                                                                  | Oblíbená zpěvačka                 | vítězství |
| 2014 | Šmoulové 2 (film)                                                           | Oblíbený hlas z animovaného filmu | nominace  |
| 2014 | Roar                                                                        | Oblíbená píseň                    | nominace  |
| 2014 | Katy Perry                                                                  | Oblíbená zpěvačka                 | nominace  |
| 2015 | Katy Perry                                                                  | Oblíbená zpěvačka                 | nominace  |
| 2015 | Dark Horse (ft. Juicy J)                                                    | Oblíbená píseň roku               | nominace  |

### Nickelodeon Australian Kids' Choice Awards
| Rok  | Kandidát/práce                   | Ocenění                        | Výsledek  |
| ---- | -------------------------------- | ------------------------------ | --------- |
| 2010 | California Gurls (ft. Snop Dogg) | Oblíbená píseň                 | vítězství |
| 2011 | Katy Perry                       | Oblíbený mezinárodní umělec    | vítězství |
| 2015 | KatyCats (fanoušci)              | Oblíbená fanouškovská základna | nominace  |

## NMEAwards
| Rok  | Kandidát/práce        | Ocenění           | Výsledek |
| ---- | --------------------- | ----------------- | -------- |
| 2009 | Katy Perry            | Nejhorší oblečení | nominace |
| 2010 | Katy Perry            | Nejhorší oblečení | nominace |
| 2011 | Teenage Dream (album) | Nejhorší album    | nominace |
| 2012 | Katy Perry            | Nejžhavější žena  | nominace |

## NRJ Music Awards
| Rok  | Kandidát/práce                    | Ocenění                   | Výsledek  |
| ---- | --------------------------------- | ------------------------- | --------- |
| 2009 | One of the Boys                   | Mezinárodní album roku    | vítězství |
| 2011 | Katy Perry                        | Mezinárodní umělkyně roku | nominace  |
| 2011 | California Gurls (ft. Snoop Dogg) | Mezinárodní píseň roku    | nominace  |
| 2011 | California Gurls (ft. Snoop Dogg) | Video roku                | nominace  |
| 2013 | Roar                              | Mezinárodní píseň roku    | vítězství |
| 2013 | Katy Perry                        | Mezinárodní umělkyně roku | vítězství |

## People's Choice Awards
| Rok  | Kandidát/práce                    | Ocenění                             | Výsledek  |
| ---- | --------------------------------- | ----------------------------------- | --------- |
| 2009 | I Kiised a Girl                   | Oblíbená popová píseň               | nominace  |
| 2010 | Katy Perry                        | Oblíbená popová umělkyně            | nominace  |
| 2011 | Katy Perry                        | Oblíbená popová umělkyně            | nominace  |
| 2011 | Katy Perry                        | Oblíbená umělkyně                   | vítězství |
| 2011 | Katy Perry                        | Oblíbená popová umělkyně            | nominace  |
| 2011 | Katy Perry                        | Oblíbená internetová senzace        | vítězství |
| 2011 | California Gurls (ft. Snopp Dogg) | Oblíbená píseň                      | nominace  |
| 2011 | Teenage Dream (píseň)             | Oblíbený videoklip                  | nominace  |
| 2012 | Katy Perry                        | Oblíbená umělkyně                   | vítězství |
| 2012 | Katy Perry                        | Oblíbená popová umělkyně            | nominace  |
| 2012 | Katy Perry                        | Oblíbené turné                      | vítězství |
| 2012 | E.T. (ft. Kanye West)             | Oblíbená píseň                      | vítězství |
| 2012 | Last Friday Night (T.G.I.F.)      | Oblíbený videoklip                  | vítězství |
| 2012 | Jak jsem potkal svojí matku       | Oblíbená TV hostující hvězda        | vítězství |
| 2012 | Šmoulové (film)                   | Oblíbený hlas animovaného filmu     | nominace  |
| 2013 | Katy Perry                        | Oblíbená umělkyně                   | vítězství |
| 2013 | Katy Perry                        | Oblíbená popová umělkyně            | vítězství |
| 2013 | KatyCats (fanoušci)               | Oblíbená hudba následovaná fanoušky | vítězství |
| 2013 | Part of Me                        | Oblíbený videoklip                  | vítězství |
| 2014 | Katy Perry                        | Oblíbená umělkyně                   | nominace  |
| 2014 | Katy Perry                        | Oblíbená popová umělkyně            | nominace  |
| 2014 | KatyCats (fanoušci)               | Oblíbená hudba následovaná fanoušky | nominace  |
| 2014 | Roar                              | Oblíbená píseň                      | vítězství |
| 2014 | Roar                              | Oblíbený videoklip                  | vítězství |
| 2015 | Katy Perry                        | Oblíbená umělkyně                   | nominace  |

## Premios Juventud
| Rok  | Kandidát/práce | Ocenění                     | Výsledek |
| ---- | -------------- | --------------------------- | -------- |
| 2014 | Katy Perry     | Oblíbený nešpanělský umělec | nominace |
| 2014 | Roar           | Oblíbená nešpanělská píseň  | nominace |
| 2014 | Dark Horse     | Oblíbená nešpanělská píseň  | nominace |

## QAwards
| Rok  | Kandidát/práce               | Ocenění        | Výsledek |
| ---- | ---------------------------- | -------------- | -------- |
| 2008 | I Kissed a Girl              | Nejlepší track | nominace |
| 2011 | Last Friday Night (T.G.I.F.) | Nejlepší video | nominace |

## Radio Academy
| Rok  | Kandidát/práce | Ocenění                                       | Výsledek  |
| ---- | -------------- | --------------------------------------------- | --------- |
| 2011 | Katy Perry     | Nejvíce přehrávaný umělec v britských rádiich | vítězství |

## Radio Disney Music Awards
| Rok  | Kandidát/práce | Ocenění                   | Výsledek |
| ---- | -------------- | ------------------------- | -------- |
| 2013 | Wide Awake     | Nejlepší rozchodová píseň | nominace |
| 2014 | Roar           | Píseň roku                | nominace |
| 2014 | Katy Perry     | Nejlepší ženská umělkyně  | nominace |
| 2014 | Katy Perry     | Nejdivočejší fanoučci     | nominace |
| 2017 | Katy Perry     | Nejlepší ženská umělkyně  | nominace |

## red! Star Award
| Rok  | Kandidát/práce | Ocenění     | Výsledek  |
| ---- | -------------- | ----------- | --------- |
| 2010 | Katy Perry     | Módní ikona | vítězství |

## The Record of the Year
| Rok  | Kandidát/práce                    | Ocenění       | Výsledek |
| ---- | --------------------------------- | ------------- | -------- |
| 2008 | I Kissed a Girl                   | Nahrávka roku | nominace |
| 2010 | California Gurls (ft. Snoop Dogg) | Nahrávka roku | nominace |

## Teen Choice Awards
| Rok  | Kandidát/práce                           | Ocenění                                          | Výsledek  |
| ---- | ---------------------------------------- | ------------------------------------------------ | --------- |
| 2008 | Katy Perry                               | Vyber můj prokadač                               | nominace  |
| 2008 | "I Kissed a Girl"                        | Vyber hudbu: Letní píseň                         | nominace  |
| 2009 | Katy Perry                               | Vyber hudbu: Ženská umělkyně                     | nominace  |
| 2009 | "Hot n Cold"                             | Vyber hudbu: Singl ženské umělkyně               | nominace  |
| 2009 | One of the Boys                          | Vyber hudbu: Album (ženské umělkyně)             | nominace  |
| 2010 | Katy Perry                               | Vyber módu: Žena                                 | nominace  |
| 2010 | Katy Perry                               | Vyber módu: Módní ikona červeného koberce – žena | nominace  |
| 2010 | "California Gurls" (ft. Snoop Dogg)      | Vyber hudbu: Singl                               | vítězství |
| 2010 | "California Gurls" (ft. Snoop Dogg)      | Vyber léto: Píseň                                | vítězství |
| 2010 | "If We Ever Meet Again" (with Timbaland) | Vyber hudbu:                                     | nominace  |
| 2011 | Katy Perry                               | Vyber hudbu: Ženská umělkyně                     | nominace  |
| 2011 | Katy Perry                               | Vyber léto: Ženská hudební star                  | vítězství |
| 2011 | "Firework"                               | Vyber hudbu: Singl                               | nominace  |
| 2011 | "Teenage Dream"                          | Vyber hudbu: Milostná píseň                      | nominace  |
| 2011 | "Last Friday Night (T.G.I.F.)"           | Vyber hudbu: Letní píseň                         | nominace  |
| 2012 | Katy Perry                               | Vyber hudbu: Ženská umělkyně                     | nominace  |
| 2012 | Katy Perry                               | Vyber módu: Žena                                 | nominace  |
| 2012 | Katy Perry                               | Vyber léto: Ženská hudební star                  | nominace  |
| 2012 | "Part of Me"                             | Vyber hudbu: Singl ženské umělkyně               | nominace  |
| 2012 | "Wide Awake"                             | Nejlepší rozchodová píseň                        | nominace  |
| 2012 | The Sims 3: Showtime – Katy Perry        | Viber videohru                                   | nominace  |
| 2012 | Katy Perry: Part of Me                   | Letní film: Komedie/hudba                        | vítězství |
| 2013 | Katy Perry                               | Twitter                                          | nominace  |
| 2014 | Katy Perry                               | Vyber hudbu: Ženská umělkyně                     | nominace  |
| 2014 | Katy Perry                               | Vyber web: Sociálních médií královna             | vítězství |
| 2014 | Katy Perry                               | Vyber web: Twitter                               | nominace  |
| 2014 | "Dark Horse" (ft. Juicy J)               | Vyber hudbu: Singl ženské umělkyně               | nominace  |
| 2014 | Prismatic World Tour                     | Vyber léto: Turné                                | nominace  |
| 2015 | Katy Perry                               | Vyber web: Sociálních médií královna             | nominace  |
| 2015 | Katy Perry                               | Vyber web: Twitter                               | nominace  |
| 2016 | Katy Perry                               | Vyber web: Twitter                               | nominace  |
| 2017 | Katy Perry                               | Vyber hudbu: Ženská umělkyně                     | nominace  |

## Trevor Project Awards
| Rok  | Kandidát/práce | Ocenění               | Výsledek  |
| ---- | -------------- | --------------------- | --------- |
| 2012 | Katy Perry     | Trevor Hrdina ocenění | vítězství |

## UNICEF
| Rok  | Kandidát/práce | Ocenění                            | Výsledek  |
| ---- | -------------- | ---------------------------------- | --------- |
| 2016 | Katy Perry     | Audrey Hepburn humanitární ocenění | vítězství |

## Webby Awards
| Rok  | Kandidát/práce | Ocenění                                | Výsledek |
| ---- | -------------- | -------------------------------------- | -------- |
| 2011 | Pieces of Katy | Nejlepší nezisková / vzdělávací kampaň | nominace |

## YouTube Music Awards
| Rok  | Kandidát/práce | Ocenění     | Výsledek  |
| ---- | -------------- | ----------- | --------- |
| 2013 | Katy Perry     | Umělec roku | nominace  |
| 2015 | Katy Perry     | 50 umělců   | vítězství |